# كفت هتشة (شلال ودشتغل)
كفت هتشة (بالفارسية: کفت هچه) هي منطقة سكنية تقع في إيران في قسم شلال ودشتغل الريفي.